# Monasterio de Jruchi
El monasterio de san Jorge de Jruchi (en georgiano: ჯრუჭის წმინდა გიორგის სახელობის მონასტერი, romanizado: tr) es una iglesia monástica ortodoxa en ruinas ubicada en el oeste de Georgia, en la región de Imericia. Fundada en el siglo X u XI, fue remodelada y reconstruida varias veces hasta obtener su estilo arquitectónico final en 1846. Fue destruida casi por completo en el terremoto de Racha en 1991, solo una parte de su muro quedó en pie entre los escombros. El monasterio está inscrito en la lista de monumentos culturales inamovibles de Georgia.

## Historia
La iglesia está ubicada en la cabecera del Jruchula, un afluente del río Qvirila cerca de la moderna aldea de Tskhomareti, distrito de Sachkhere, en lo que históricamente fue una frontera entre las regiones de Imericia y Racha. Se desconoce exactamente cuándo se construyó la iglesia; el análisis epigráfico de la inscripción de una iglesia sobreviviente, así como el estilo de los elementos arquitectónicos esculpidos, sugiere el siglo IX - X o el siglo XI como el momento más probable de su construcción. En algún momento del siglo XVI o XVII, la iglesia pasó a manos de los Tsereteli, una de las principales familias principescas del Reino de Imericia, que probablemente la adquirió de la familia Palavandishvili. Para entonces, la iglesia, originalmente construida en un plano de una basílica de tres naves, había sido remodelada como un edificio abovedado. En la década de 1730, los duques de Racha desposeyeron a los Tsereteli de Jruchi y convirtieron el monasterio en una fortaleza militar. En algún momento entre 1753 y 1763, el rey Salomón I de Imericia despojó al duque de Racha de su nueva posesión, restableció el convento y lo devolvió a los Tsereteli. La iglesia fue reconstruida y expandida sustancialmente, entre 1804 y 1843, por el obispo metropolitano David Tsereteli durante su largo mandato en varios cargos clericales en el oeste de Georgia. 
El monasterio albergaba muchos artículos preciados de la iglesia, producidos localmente y de otras partes de Georgia. Entre algunos de ellos se encuentran dos manuscritos de los libros del Evangelio, conocidos como Jruchi I, que data de 936, y Jruchi II, de finales del siglo XII.
Bajo el dominio soviético, el monasterio fue abolido y sus antigüedades fueron retiradas para su custodia en los museos de Kutaisi y Tiflis. La iglesia, que quedó en desuso y en mal estado, se vio muy afectada por las lluvias y la humedad. En abril de 1991, fue devastado por un fuerte terremoto. Los servicios de la iglesia se llevaban a cabo ocasionalmente en las ruinas y el territorio estaba limpio de escombros. En 2018, se anunció un proyecto de restauración a gran escala.